# Cor Fijneman
Cor Fijneman (* 9. April 1977) ist ein niederländischer Trance-DJ und Musikproduzent aus Breda.

## Biographie
Zu Beginn seiner Karriere produzierte Cor Fijneman mehrere Koproduktionen, unter anderem mit Tiësto und Geert Huinink. 2003 veröffentlichte er mit „Exhibition / The Red Bridge“ seine erste Soloproduktion.
Bekanntheit erlangte er schließlich mit der Single „Venus (Meant To Be Your Lover)“, einer Kollaboration mit der Trance-Sängerin Jan Johnston. Die Single war 2 Wochen in den holländischen Singlecharts und erreichte Platz 39. In der Folge erhielt er viele Remix-Anfragen unter anderem von Jurgen Vries, Lasgo, Andain und Three Drives. Im Frühling 2005 erschien sein Debütalbum Monologue.
2006 reiste Cor zusammen mit Mark Norman für 80 Tage um die Welt. Nach dieser gemeinsamen Tournee produzierten sie zusammen die Single „80 Days“. Im Jahr 2007 produzierte Cor ein erfolgreiches Remake des Klassikers „Knights of the Jaguar“. Die Single erschien beim Musiklabel Spinnin’ Records.
Cor gründete 2004 sein eigenes Musiklabel Outstanding als Sublabel von Black Hole Recordings.

## Diskografie

### Alben
- 2005: Monologue

### Singles
- 1997: Theme From Norefjell (mit Tiësto)
- 1998: Sparkles (mit Tiësto)
- 1998: Earth (mit Tiësto als Hammock Brothers)
- 1999: No More Tears (mit Tiësto als Allure)
- 2000: Mohave (mit Alco Lammers & Geert Huinink als Threesome)
- 2002: Lattitude / Black Mamba (vs. DJ Salez)
- 2002: No Way Out (vs. Impact)
- 2003: Exhibition / The Red Bridge
- 2003: Venus (Meant to be your Lover) (feat. Jan Johnston)
- 2003: Surrender (als Anthony Cordell feat. Stanford)
- 2004: Don’t Break My Heart (feat. Romy)
- 2004: Healing (feat. Anita Kelsey)
- 2004: Hot Wired (als Silence The Sneak)
- 2007: 80 Days (mit Mark Norman)
- 2007: Jaguar
- 2007: The Snake
- 2008: Disappear (feat. Melissa Mathes)
- 2008: Disturbed
- 2008: The White Socrates
- 2009: 4 Minutes 2 Late / Switched
- 2009: Serenity
- 2009: Thank Him (feat. Da Huge)
- 2010: Blow It All Away

### Remixe (Auswahl)
- 2000: BT – Dreaming
- 2000: Tiësto & Armin van Buuren pres. Major League – Wonder
- 2002: Umek – Gatex
- 2003: Three Drives – Air Traffic
- 2003: Andain – Beautiful Things
- 2003: Kate Ryan – Scream For More
- 2003: Lasgo – Surrender
- 2003: Jurgen Vries feat. Shena – Wilderness
- 2003: Dance Nation – You Take Me Away
- 2006: Phynn – Oslo Summerparade Theme
- 2007: Orkidea feat. Valeska – Melancholy
- 2009:  Three Drives – Automatic City
- 2009: Nick Murray – Reflection
- 2010: Johan Gielen pres. Hollis P. Monroe – I’m Lonely